# 吉田靖
吉田 靖（よしだ やすし、1960年8月9日 - ）は、東京都練馬区出身の元サッカー選手、指導者。現役時代のポジションはフォワード。愛称は「ヤッコ」。

## 来歴
國學院久我山高校から早稲田大学教育学部へ進学しア式蹴球部へ入部。1年次よりフォワードのレギュラーを獲得し、4年次には主将を務めた。また全日本学生選抜にも選出され、日韓学生代表定期戦やマラハリムカップなどの国際大会に出場した。当時の日本学生選抜のメンバーは、左ウイングに早大の関塚隆、センターフォワードに国士舘大学の柱谷幸一らがいた。
1983年に日本サッカーリーグ(JSL)の三菱重工（現浦和レッドダイヤモンズ）に入団。11秒台前半の俊足を生かした右ウインガーとして活躍しJSLでは1部通算146試合出場24得点を記録した。
引退後は1992年より浦和のトップチームコーチ、浦和ユースのコーチや監督を務め、監督として1997年のクラブユース選手権で優勝を果たしている。その後はU-20日本代表のコーチを務め1999年に辞任したア・デモスの後を受け浦和の総監督を天皇杯限定で務めた。2005年からU-20日本代表監督を務め2006年のAFCユース選手権で準優勝、翌年のFIFA U-20ワールドカップで16強入りした。
2011年より再びU-18日本代表監督に就任。2012年のAFCユース選手権に出場するも準決勝でイラクに敗れ、FIFA U-20ワールドカップ出場を逃した。そののちにU-19日本代表退任が発表された。
2012年12月19日、ロアッソ熊本の監督に就任した。2013年シーズン、第23節を終えた時点で5勝7分11敗の19位に低迷し、7月10日に退任が発表された（一部報道機関では解任としている）。
2013年9月11日、浦和レッズレディースの監督に就任した。2016年12月、監督を退任。

## 所属クラブ
- 練馬区立上石神井北小学校 (上石神井スポーツ少年団)
- 練馬区立石神井中学校
- 國學院久我山高校
- 早稲田大学
- 1983年 - 1992年 三菱重工/三菱自動車

## 個人成績
| 国内大会個人成績 | 国内大会個人成績 | 国内大会個人成績 | 国内大会個人成績 | 国内大会個人成績 | 国内大会個人成績 | 国内大会個人成績 | 国内大会個人成績 | 国内大会個人成績 | 国内大会個人成績 | 国内大会個人成績 | 国内大会個人成績 |
| 年度             | クラブ           | 背番号           | リーグ           | リーグ戦         | リーグ戦         | リーグ杯         | リーグ杯         | オープン杯       | オープン杯       | 期間通算         | 期間通算         |
| 年度             | クラブ           | 背番号           | リーグ           | 出場             | 得点             | 出場             | 得点             | 出場             | 得点             | 出場             | 得点             |
| 日本             | 日本             | 日本             | 日本             | リーグ戦         | リーグ戦         | JSL杯            | JSL杯            | 天皇杯           | 天皇杯           | 期間通算         | 期間通算         |
| ---------------- | ---------------- | ---------------- | ---------------- | ---------------- | ---------------- | ---------------- | ---------------- | ---------------- | ---------------- | ---------------- | ---------------- |
| 1983             | 三菱             | 26               | JSL1部           | 17               | 3                | 1                | 0                | 0                | 0                | 18               | 3                |
| 1984             | 三菱             | 15               | JSL1部           | 14               | 4                | 2                | 0                | 1                | 0                | 17               | 4                |
| 1985             | 三菱             | 15               | JSL1部           | 19               | 3                | 2                | 1                | 3                | 1                | 24               | 5                |
| 1986-87          | 三菱             | 13               | JSL1部           | 22               | 3                | 2                | 0                | 2                | 0                | 26               | 3                |
| 1987-88          | 三菱             | 13               | JSL1部           | 22               | 6                | 3                | 1                | 2                | 0                | 27               | 7                |
| 1988-89          | 三菱             | 11               | JSL1部           | 20               | 3                | 4                | 0                | 2                | 0                | 26               | 3                |
| 1989-90          | 三菱             | 11               | JSL2部           | 29               | 11               | 1                | 0                | 1                | 0                | 31               | 11               |
| 1990-91          | 三菱             | 11               | JSL1部           | 20               | 1                | 1                | 0                |                  |                  |                  |                  |
| 1991-92          | 三菱             | 11               | JSL1部           | 12               | 1                | 0                | 0                |                  |                  |                  |                  |
| 通算             | 日本             | 日本             | JSL1部           | 146              | 24               | 15               | 2                |                  |                  |                  |                  |
| 通算             | 日本             | 日本             | JSL2部           | 29               | 11               | 1                | 0                | 1                | 0                | 31               | 11               |
| 総通算           | 総通算           | 総通算           | 総通算           | 175              | 35               | 16               | 2                |                  |                  |                  |                  |

その他の公式戦
- 1990年
  - コニカカップ 6試合0得点
- 1991年
  - コニカカップ 3試合0得点

## 代表・選抜歴
- アジアユース代表
- ユニバーシアード日本代表
- 日本学生選抜
- 日本代表B
- 日本選抜

## 指導歴
- 1992年 - 2000年 浦和レッドダイヤモンズ
  - 1992年 - 1993年 ファーム/サテライトコーチ
  - 1994年 コーチ
  - 1995年 サテライトコーチ
  - 1996年 コーチ (サテライト兼任)
  - 1999年 コーチ
  - 1999年 総監督
  - 2000年 コーチ
- 1994年 - 2012年 日本サッカー協会
  - 1994年 ナショナルトレセンコーチ
  - 1994年 - 1997年 U-17/U-18/U-19/U-20日本代表 コーチ
  - 1995年 - 1996年 U-15/U-16日本代表 コーチ
  - 2001年 - 2003年 U-18/U-19/U-20日本代表 コーチ
  - 2003年 - 2005年 U-18/U-19/U-20日本代表 コーチ
  - 2005年 - 2007年 U-18/U-19/U-20日本代表 監督
  - 2007年 - 2010年 ナショナルトレセンコーチ
  - 2011年 - 2012年 U-18日本代表 監督
- 2013年 - 同年7月 ロアッソ熊本 監督
- 2013年 - 浦和レッドダイヤモンズ
  - 2013年9月 - 2016年 レディース監督[8]
  - 2017年 U-15ヘッドオブコーチング[8]
  - 2018年 - 2018年4月 ジュニアユースコーチ[8]
  - 2018年4月 - 2019年　ジュニアユース監督[8]
  - 2020年 -  ヘッドオブコーチング[8]

## 監督成績
| 年度 | 所属 | クラブ | リーグ戦 | リーグ戦 | リーグ戦 | リーグ戦 | リーグ戦 | リーグ戦 | カップ戦   | カップ戦 |
| 年度 | 所属 | クラブ | 順位     | 試合     | 勝点     | 勝       | 分       | 敗       | ナビスコ杯 | 天皇杯   |
| ---- | ---- | ------ | -------- | -------- | -------- | -------- | -------- | -------- | ---------- | -------- |
| 1999 | J1   | 浦和   | -        | -        | -        | -        | -        | -        | -          | 4回戦    |
| 2013 | J2   | 熊本   | 19位     | 23       | 22       | 5        | 7        | 11       | -          | -        |

- 1999年は総監督として。
- 2013年は第23節終了時点の成績。